# Karl Greith
Karl Greith (Aarau, Suïssa, 21 de febrer de 1828 - Múnic, Alemanya, 17 de novembre de 1887) fou mestre de capella de les catedrals de Sankt-Gallen i Múnic i deixà nombroses composicions religioses, així com obres per a piano, lieder, una simfonia i tres òperes.